# Bu Bing
Bu Bing (kitajsko 卜丙) ali Vaj Bing  (kitajsko 外丙), rojen kot Dzi Šeng (kitajsko 子勝), je bil po Zapisih velikega zgodovinarja drugi kralj dinastije Šang. 
Isti vir omenja, da je na prestolu nasledil svojega očeta Čeng Tanga po prezgodnji smrti svojega starejšega brata Da Dinga. Ustoličen je bil v prestolnici Bo v letu Jihaja z Ji Jinom kot prvim ministrom. Po smrti je dobil ime Vaj Bing. Nasledil ga je mlajši brat Da Geng.
Napisi na orakeljskih kosteh, izkopanih v Jinšuju, se nekoliko razhajajo od Zapisov velikega zgodovinarja. Bu Bing naj bi bil drugi Da Dingov sin, četrti kralj dinastije Šang in po smrti dobil ime Bu Bing. Nasledil naj bi ga Da Geng. Zamenjava imena Bu z Vaj je napaka prepisovalca, narejena že v starem veku.